# Odala
Odala (àrab: اودلة, Ūdala) és un vila palestina de la governació de Nablus, a Cisjordània, al nord de la vall del Jordà, 10 kilòmetres al sud de Nablus. Segons l'Oficina Central Palestina d'Estadístiques tenia 1.082 habitants en 2006.

## Història
Segons el cens de Palestina de 1931, ordenat per les autoritats del Mandat Britànic de Palestina, Udala tenia 17 cases ocupades i una població de 73 musulmans.